# Heteromormyrus pappenheimi
Heteromormyrus pappenheimi is een straalvinnige vissensoort uit de familie van de tapirvissen (Mormyridae). De wetenschappelijke naam van de soort is voor het eerst geldig gepubliceerd in 1910 door Boulenger.